# Ivana Kupala
Ivana Kupala, Ivan Kupala ou Noite de Kupala (em ucraniano: Івана Купала, em russo: Иван Купала, em bielorrusso: Купалле, em polaco: Noc Kupały) é uma comemoração tradicional eslava que era originalmente comemorada em 21–22 ou 23–24 de junho (na República Tcheca, Polônia e Eslováquia) e nos países eslavos orientais, de acordo com o tradicional calendário juliano, na noite entre 6 e 7 de julho (na Bielorrússia, Rússia e Ucrânia). Em termos de calendário, é o oposto do feriado de inverno Koliada. A celebração refere-se ao solstício de verão, quando as noites são mais curtas, e inclui vários rituais eslavos. Envolve a coleta de ervas, a iluminação de fogueiras e o banho no rio.

## História
O nome do feriado era originalmente Kupala, um rito pagão de fertilidade mais tarde adaptado ao calendário cristão ortodoxo, ligando-o ao Dia de São João, celebrado em 24 de junho. O cristianismo oriental usa o calendário juliano tradicional que está desalinhado com o solstício de verão real, onde 24 de junho no calendário juliano é equivalente a 7 de julho no calendário gregoriano mais moderno.
O nome ucraniano, bielorrusso e russo deste feriado combina "Ivan" (equivalente a João/Joan/Johan/John, neste caso João Batista) e Kupala, que se pensava ser derivado da palavra eslava para banho, que é cognato. No entanto, provavelmente decorre do termo protoeslavo kump, que significa colheita. As duas festas podem ser conectadas reinterpretando o batismo de João por meio da imersão total na água. No entanto, a tradição de Kupala é anterior ao cristianismo. A celebração pagã foi adaptada e restabelecida como uma das tradições cristãs nativas entrelaçadas com o folclore local.

## Folclore e crenças eslavas

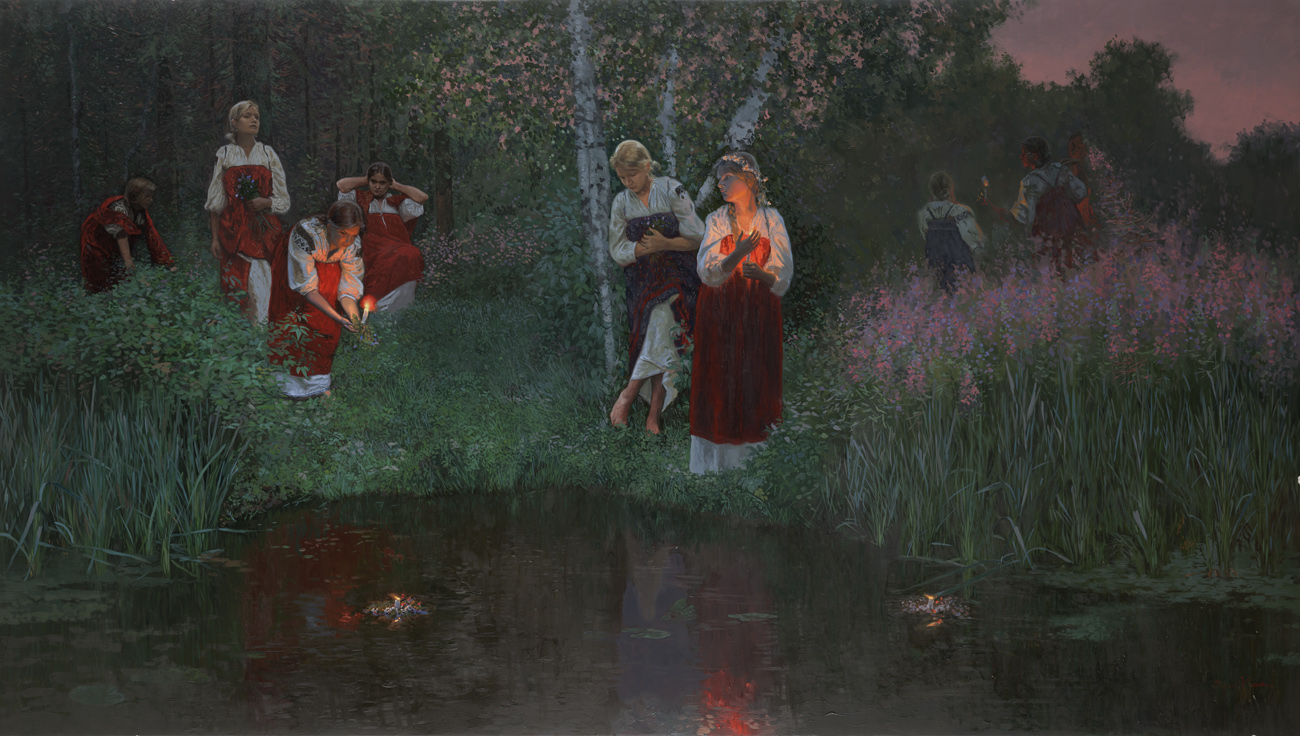
Noite de Kupala, Adivinhação nas Guirlandas, por Simon Kojin

Muitos dos ritos relacionados à comemoração estão ligados ao papel da água na fertilidade e em rituais de purificação. Isso se deve aos antigos ritos de Kupala. No dia de Kupala, os jovens saltam sobre as chamas das fogueiras em uma prova ritual de bravura e fé. O fracasso de um casal apaixonado em completar o salto, de mãos dadas, é um sinal de sua separação destinada.

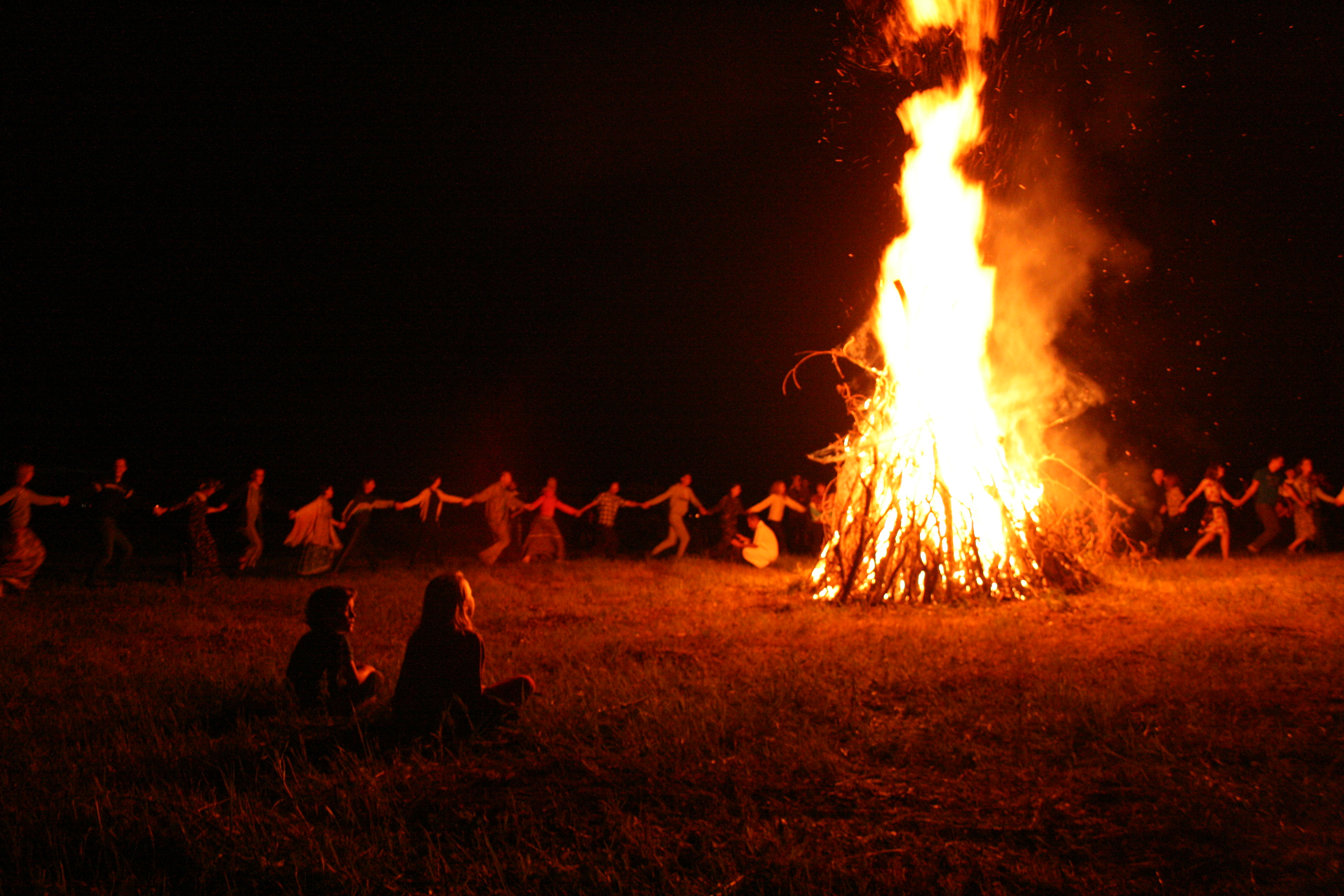
Khorovod ao redor do fogo. Noite de Ivana Kupala no Oblast de Belgorod na Rússia em 24 de junho de 2017.

No dia de Ivana Kupala, uma vez que guirlanda está pronta, as meninas a soltam em um rio. Se flutuar para longe, o desejo se tornará realidade. Mas se afundar ou acabar na praia, o desejo não se tornará realidade tão cedo. As meninas podem flutuar guirlandas de flores (muitas vezes iluminadas com velas) nos rios e tentar prever o destino de seu relacionamento romântico a partir dos padrões de fluxo das flores no rio. Os homens podem tentar pegar as guirlandas, na esperança de capturar o interesse da mulher que as fez flutuar.
Existe uma antiga crença de Kupala de que a véspera de Ivana Kupala é a única época do ano em que as samambaias florescem. Prosperidade, sorte, discernimento e poder recaem sobre quem encontra uma flor de samambaia. Portanto, naquela noite, os aldeões vagam pelas florestas em busca de ervas mágicas e, especialmente, da indescritível flor de samambaia (as samambaias não são angiospermas, ou seja, são plantas sem flores, e se reproduzem por esporos).
Tradicionalmente, as mulheres solteiras, representadas pelas guirlandas em seus cabelos, são as primeiras a entrar na floresta. Elas são seguidos por jovens. Portanto, a busca por ervas e a flor da samambaia pode levar ao florescimento das relações entre os pares dentro da floresta.
Em uma história de Nikolai Gogol A Véspera de Ivana Kupala (também chamada Véspera de São João), um jovem encontra a fantástica flor de samambaia, mas é amaldiçoado por ela. O conto de Gogol foi adaptado por Yuri Ilyenko em um filme de mesmo nome, e pode ter sido o estímulo para Modest Mussorgsky compor seu poema sinfônico Uma Noite na Montanha Careca.